# Samin Nosrat
Samin Nosrat (født 7. november 1979) er en iransk-amerikansk kok og madskribent. Hun skriver for The New York Times Magazine og har lavet en Netflix-serie baseret på hendes kogebog, Salt, Fat, Acid, Heat.
Nosrat er født i San Diego, Kalifornien. Hendes forældre emigrerede fra Iran i 1976. Hun gik på La Jolla High School i San Diego.
I 1997 startede hun på University of California i Berkeley. Efter at have spist en middag på Chez Panisse i Berkeley besluttede hun sig for at hun ville arbejde på restauranten. Hun fik arbejde som afrydder i starten, men arbejdede sig op til at arbejde i køkkenet.
Hendes kogebog Salt, Fat, Acid, Heat, blev udnævnt som 'Food Book of the Year' af The Times og er en The New York Times best-seller. Hun vandt også en James Beard-pris for bogen i 2018.
Hendes Netflix serie af samme navn blev udgivet 11. oktober 2018 med fire episoder baseret på de fire ord i titlen (salt; fedt; syre; varme).